# QRS комплекс
QRS комплекс је комбинација три графичка отклона која се виде на типичном електрокардиограму (ЕКГ), који одговара деполаризацији десне и леве срчане коморе и контракцији великих комора срца.  Он је обично централни и визуелно најочигледнији део ЕКГ снимака.

## Опште информације
Код одраслих, QRS комплекс нормално траје 80 до 100 ms, док код деце може бити нешто краћи. Q, R и S таласи се јављају у брзом низу, и не појављују се сви у свим одводима и како често одражавају један догађај и стога се обично посматрају заједно. 
- Q талас је сваки отклон надоле који одмах следи P талас.

- R талас следи као отклон нагоре,

- S талас је сваки отклон надоле након R таласа,

- T талас следи S талас,

- U талас (додатни талас) који следи T таласа, а јаваља се само у неким случајевима,

Мерење QRS интервала почиње од краја PR интервала (или почетка Q таласа) до краја S таласа. Нормално, овај интервал траје од 0,08 до 0,10 секунди. Када је трајање QRS комплекса  дуже, он носи назив широки QRS комплексом.

### Терминологија
Не садржи сваки QRS комплекс Q талас, R талас и S талас. По конвенцији, било која комбинација ових таласа може се назвати QRS комплексом. Међутим, исправно тумачење тешких ЕКГ-а захтева тачно означавање различитих таласа. Неки аутори користе мала и велика слова, у зависности од релативне величине сваког таласа. На пример, Rs комплекс би био позитивно скренут, док би rS комплекс био негативно скренут. Ако би оба комплекса била означена као RS, било би немогуће схватити ову разлику без гледања стварног ЕКГ-а.
Q талас
Нормални Q таласи, када су присутни, представљају деполаризацију интервентрикуларног септума. Из тог разлога, називају се септални Q таласи и могу се видети у латералним одводима I, aVL, V5 и V6.
Патолошки Q таласи настају када електрични сигнал пролази кроз ошамућени или ожиљни срчани мишић; као такви, они су обично маркери претходних инфаркта миокарда, са накнадном фиброзом. 
Патолошки Q талас се дефинише као амплитуда скретања од 25% или више од наредног R таласа, или ширине > 0,04 s (40 ms) и амплитуде > 2 mm. Међутим, дијагноза захтева присуство овог обрасца у више од једног одговарајућег одвода.
Прогресија R таласа
Посматрајући прекордијалне одводе, R талас обично напредује од приказивања rS-типа комплекса у V1 са растућим R и опадајућим S таласом када се креће ка левој страни. Обично постоји qR-тип комплекса у V5 и V6, са амплитудом R-таласа обично већом у V5 него у V6. Нормално је имати уске QS и rSr' обрасце у V1, а то је случај и за qR и R обрасце у V5 и V6. Прелазна зона је место где се QRS комплекс мења из претежно негативног у претежно позитиван (однос R/S постаје >1), а то се обично дешава у V3 или V4. Нормално је имати прелазну зону у V2 (назива се „рана транзиција“) и у V5 (назива се „одложена транзиција“). 
У биомедицинском инжењерству, максимална амплитуда у R таласу се обично назива „амплитуда R врха“ или само „R врх“.Прецизна детекција R врха је неопходна у опреми за обраду сигнала за мерење срчане фреквенције и то је главна карактеристика која се користи за дијагностику аритмије.
Дефиниција лоше прогресије R таласа (PRWP) варира у литератури. Може се дефинисати, на пример, као R талас мањи од 2–4 мм у одводима V3 или V4 и/или присуство обрнуте прогресије R таласа, што је дефинисано као R у V4 < R у V3 или R у V3 < R у V2 или R у V2 < R у V1, или било која комбинација ових. Слаба прогресија R таласа се обично приписује предњем инфаркту миокарда, али може бити узрокована и блоком леве гране снопа, Волф-Паркинсон-Вајтовим синдромом, хипертрофијом десне и леве коморе или погрешном техником снимања ЕКГ-а.
Време врха R таласа
Време врха R таласа (RWPT) представља време од почетка QRS комплекса до врха R таласа, које се обично мери у aVL и V5 или V6 одводима.
Време врха R таласа за десну комору мери се из одвода V1 или V2, где је горњи опсег нормале 35 ms. Време врха R таласа за леву комору мери се из одвода V5 или V6 и 45 ms је горњи опсег нормале. Врхунски период Р таласа се сматра продуженим ако је већи од 45 мс.

### Мономорфни или полиморфни QRS
Мономорфни  QRS, се односи на све QRS таласе у једном одводу који су сличног облика. 
Полиморфни QRS, значи да се QRS мења од комплекса до комплекса. 
Ови термини се користе у опису вентрикуларне тахикардије.

## Формирање
Деполаризација срчаних комора се дешава готово истовремено, слањем импулса преко Хисовог снопа  и Пуркињеових влакана. Ако спрооводни систем срва ради ефикасно, трајање QRS комплекса код одраслих особа је 80 до 110 ms.

## Клинички значај
Било која абнормалност проводљивости траје дуже и узрокује „проширене“ QRS комплексе. Код блока гране снопа, може доћи до абнормалног другог скретања навише унутар QRS комплекса. У овом случају, такво друго скретање навише се назива R′ (изговара се „R прајм“). Ово би се описало као RSR′ образац.
Коморе садрже више мишићне масе од преткомора. Стога је QRS комплекс знатно већи од P таласа. QRS комплекс се често користи за одређивање осе електрокардиограма, иако је могуће одредити и посебну осу P таласа.
Трајање, амплитуда и морфологија QRS комплекса су корисни у дијагностиковању срчаних аритмија, поремећаја проводљивости, вентрикуларне хипертрофије, инфаркта миокарда, електролитских поремећаја и других болесних стања.
Високофреквентна анализа QRS комплекса може бити корисна за откривање коронарне артеријске болести током теста оптерећења. 

## Алгоритми
Уобичајени алгоритми (или методе) који се користи за детекцију QRS комплекса су Пан-Томпкинсов алгоритама, или алогоритам заснован на Хилбертовој трансформацији.  Посто је и бројни други алгоритми који су предложени и истражени. 
У скорашњим истраживањима, уведене су методе детекције откуцаја срца засноване на графиконима видљивости, што омогућава брзу и прецизну анотацију R-врха чак и у бучним ЕКГ-има. 